# Ferdinand Cheval

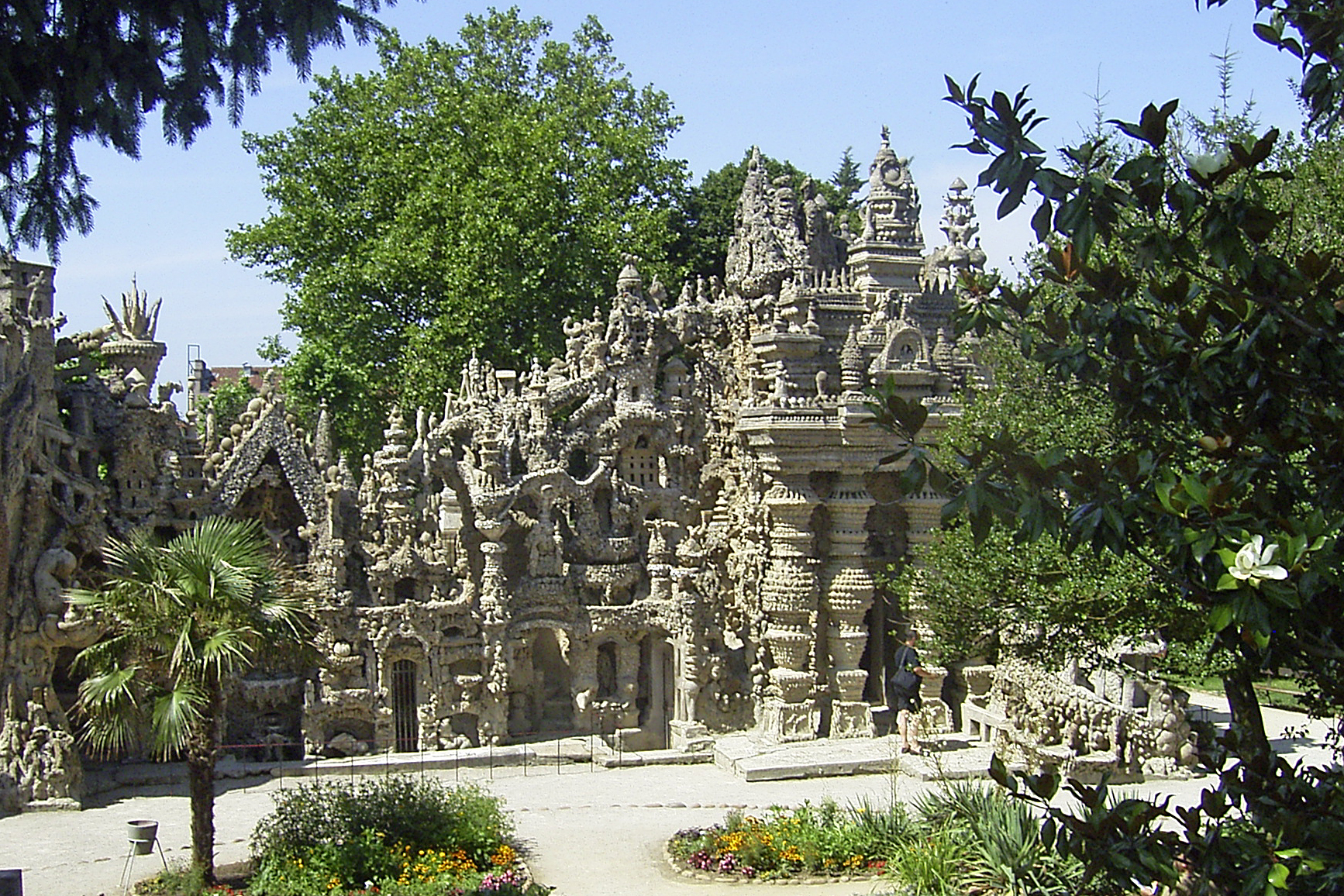
Palais idéal w Hauterives we Francji

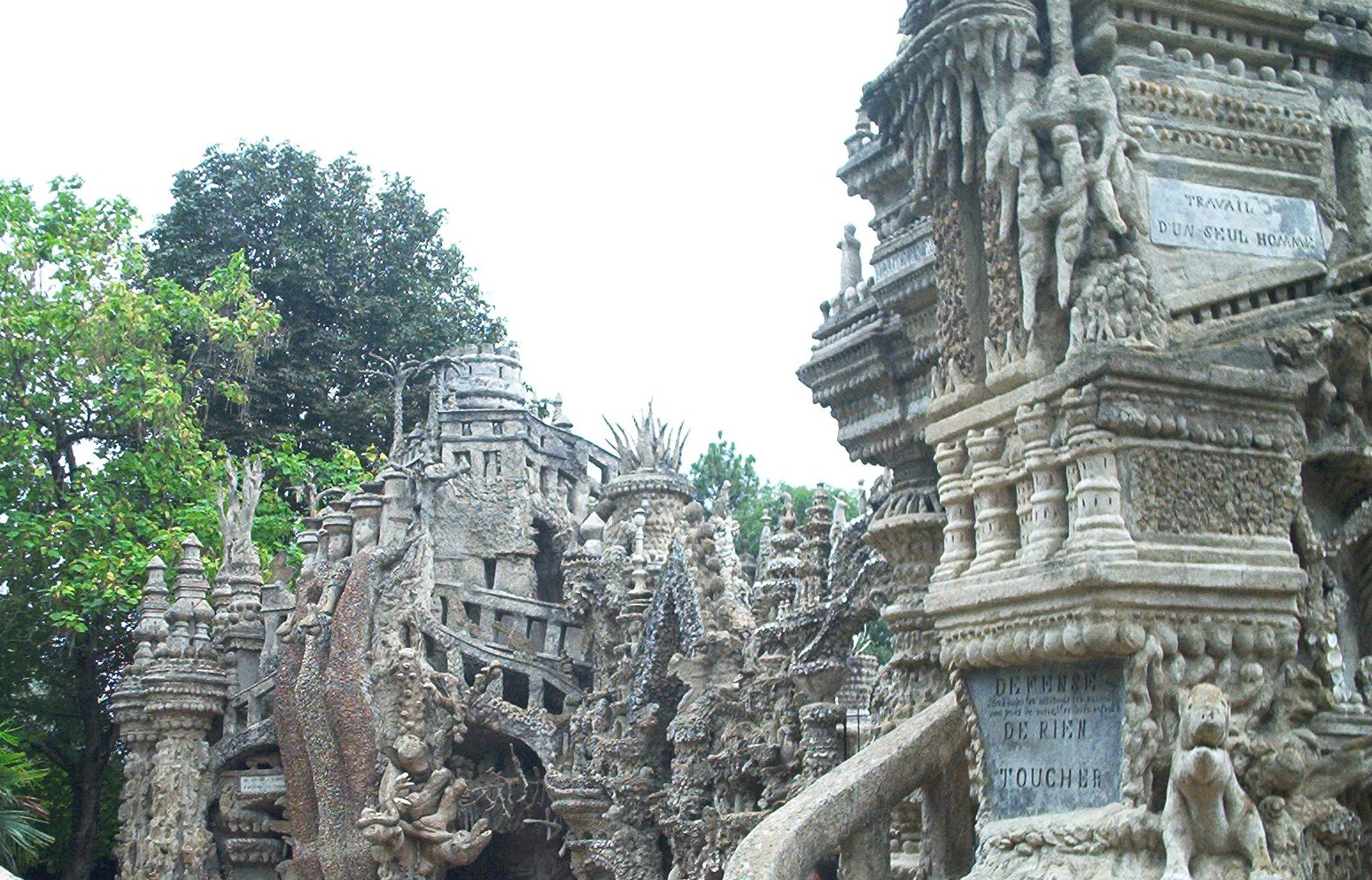
„Palais Idéal” Chevala. Po prawej stronie znajduje się napis: „Travail d’un seul homme” (Praca jednego człowieka) oraz „Défense de rien toucher” (Niczego nie ruszać).

Ferdinand Cheval (ur. 19 kwietnia 1836 w Charmes-sur-l’Herbasse, Drôme, zm. 19 sierpnia 1924) – francuski listonosz, który spędził 33 lata swojego życia budując Le Palais Idéal („Idealny pałac”) w Hauterives, który uważany jest za nadzwyczajny przykład prymitywizmu w architekturze.

## Początki
Ferdinand Cheval mieszkał w Châteauneuf-de-Galaure, Drôme. Szkołę opuścił w wieku 13 lat, aby zacząć praktykę u piekarza, lecz ostatecznie został listonoszem.

## „Le Palais Idéal” – Idealny pałac
Cheval rozpoczął swoją budowlę w kwietniu 1879 roku. Mówił, że potknął się o kamień, który go zainspirował swoim kształtem. Wrócił następnego dnia w to samo miejsce i zaczął zbierać tam kamienie.
Przez następne 33 lata, podczas swoich codziennych obchodów listonosza zbierał kamienie i zaczął w domu budować swój „idealny pałac”. Początkowo nosił kamienie w kieszeniach, potem w koszyku, a potem na taczkach. Często pracował nocą.
Przez pierwsze dwadzieścia lat budował ściany zewnętrzne pałacu. Pałac jest mieszanką różnych stylów, sięgających od Biblii aż po mitologię hinduską.

## Mauzoleum
Cheval chciał być pochowany w swoim pałacu. Ponieważ prawo na to nie zezwalało, przez kolejne osiem lat budował dla siebie mauzoleum na cmentarzu w Hauterives. Zmarł 19 sierpnia 1924 roku, prawie rok po zakończeniu budowy mauzoleum, w którym został pochowany.

## Zyskanie uznania dla swojej pracy
Jeszcze przed śmiercią Cheval i jego praca zyskały uznanie ze strony takich osobowości jak André Breton i Pablo Picasso. Anaïs Nin upamiętniła pracę Chevala w jednym ze swoich esejów.
W roku 1969 André Malraux, Minister Kultury, uznał oficjalnie Pałac za zabytek kultury i objął go ochroną państwa. Pałac Chevala można zwiedzać codziennie oprócz Bożego Narodzenia i Nowego Roku.
Cheval mógł być inspiracją dla postaci Denny’ego w powieści Chucka Palahniuka z roku 2001, „Choke”, który zbiera kamienie. Ostatecznie wykorzystuje je do zbudowania swojego „wymarzonego domu”.

## Galeria

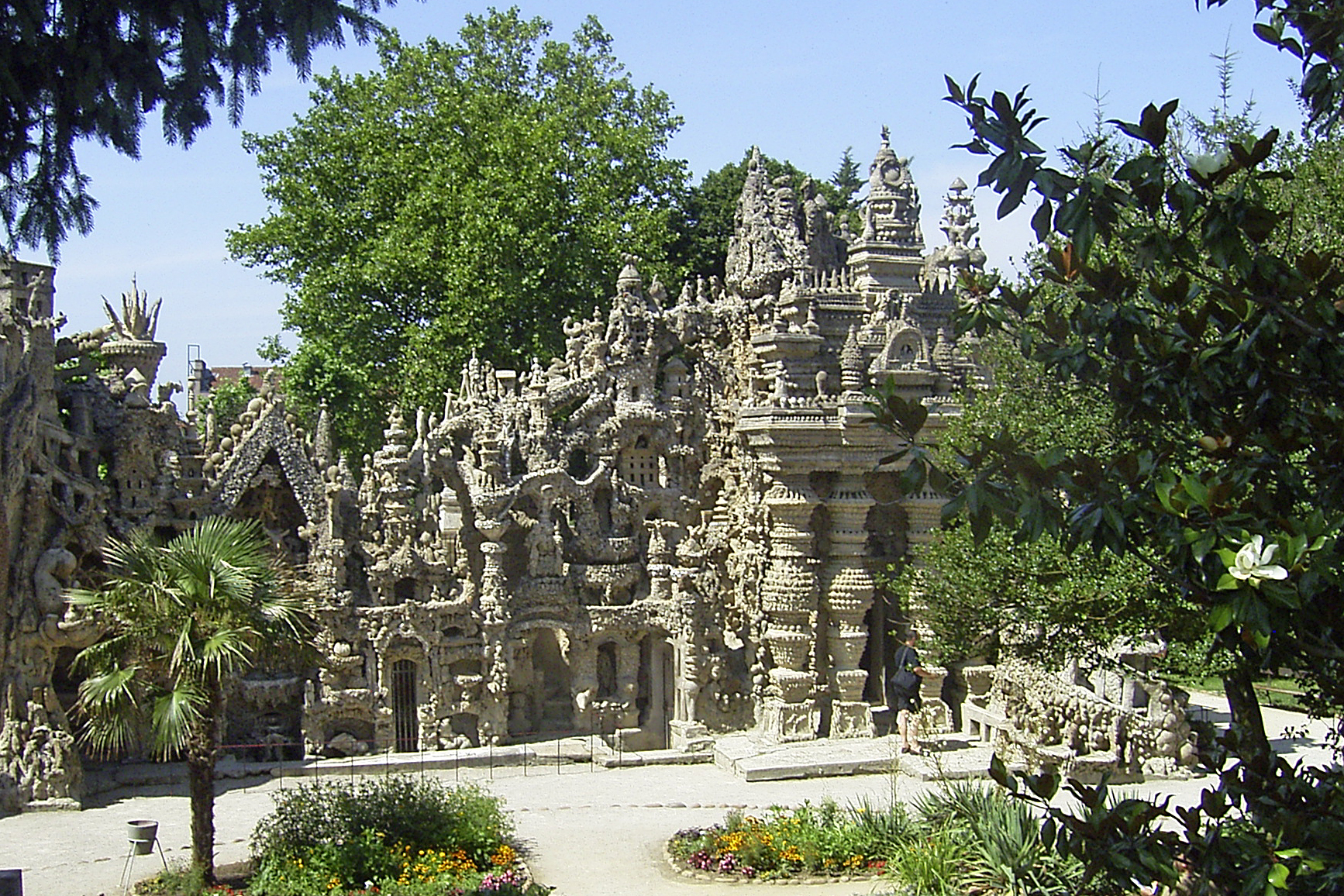
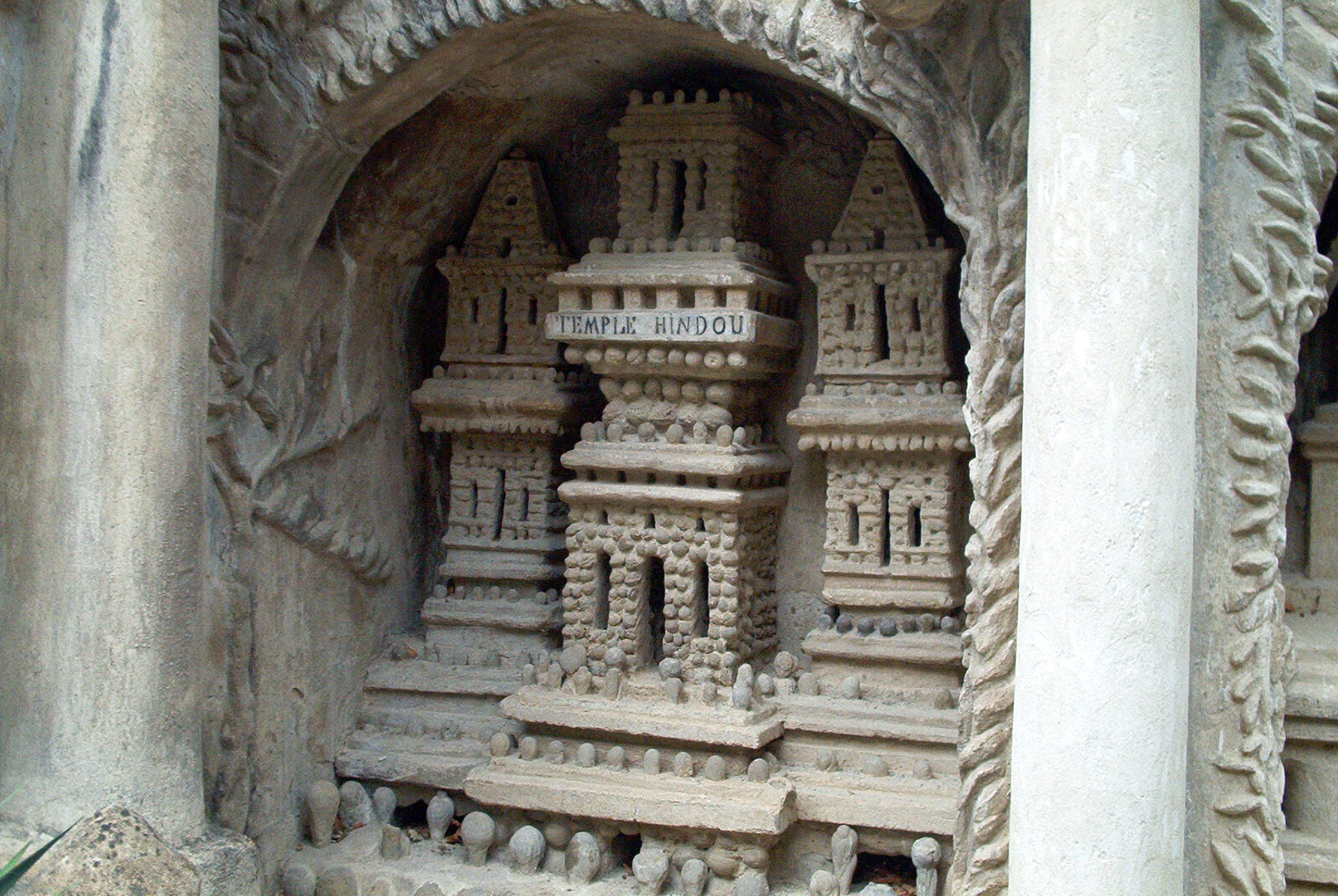
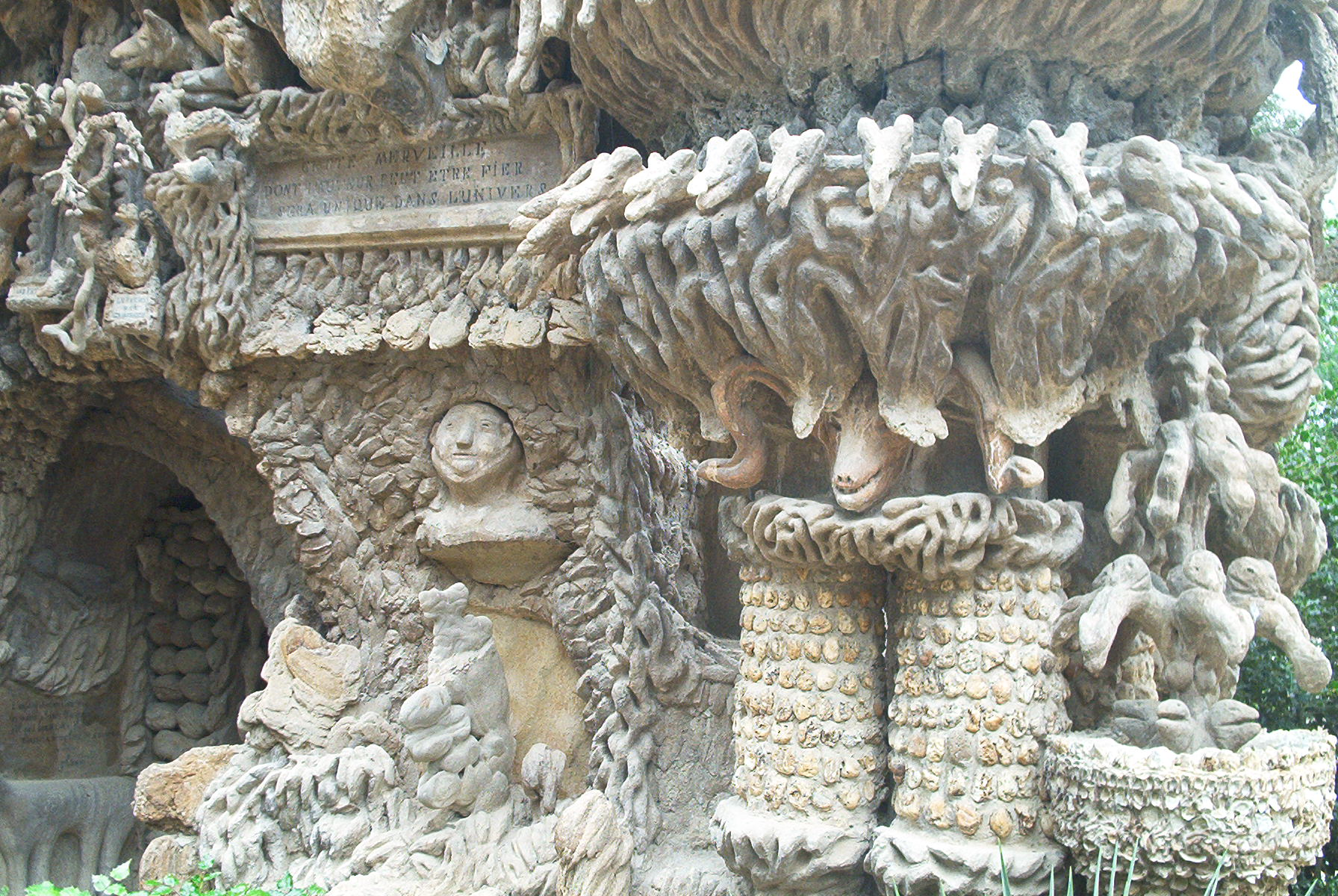
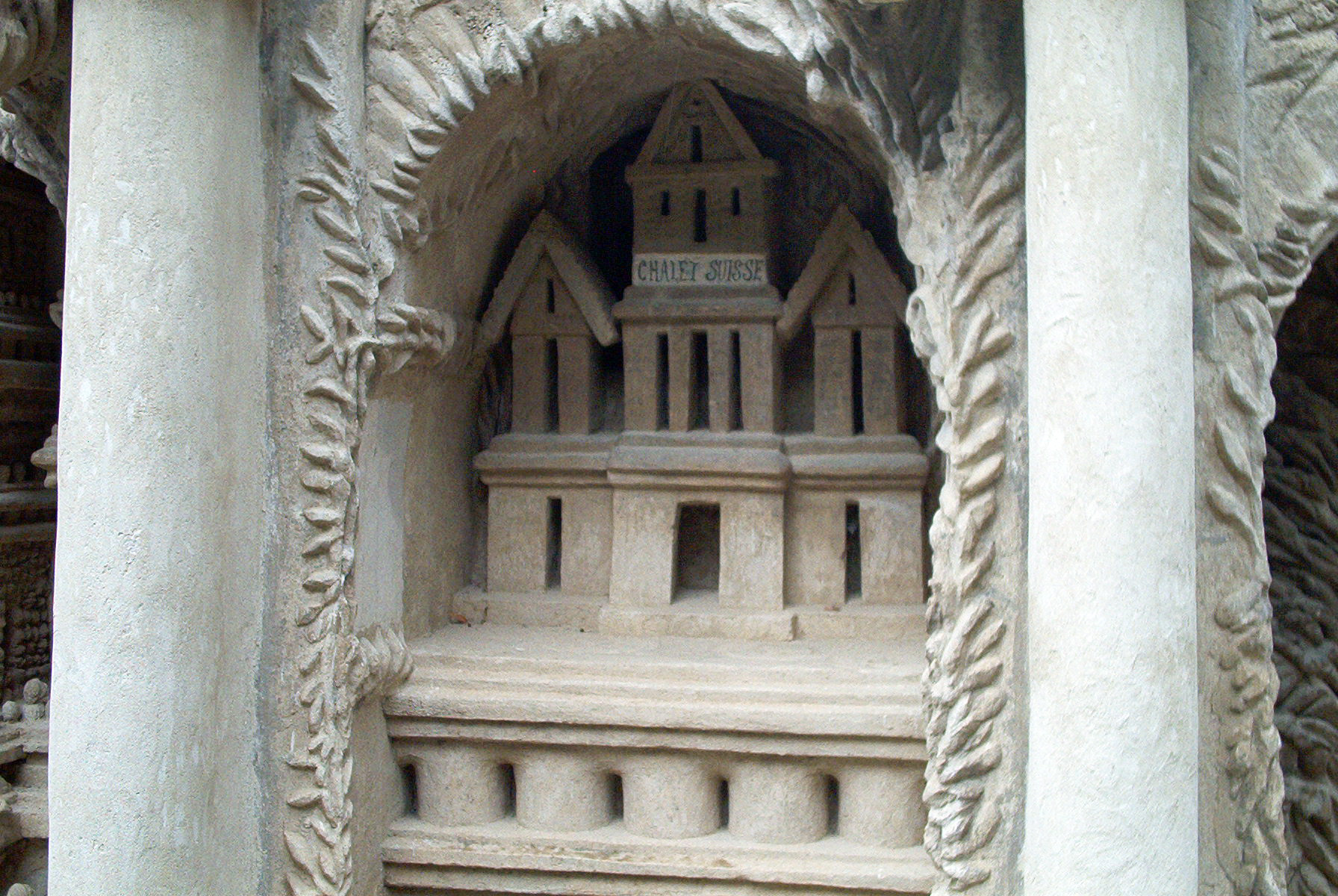